# Marian Zdzisław Stawniak
Marian Zdzisław Stawniak (ur. 31 stycznia 1922 w Marzeninie, zm. 10 marca 1996 w Łodzi) – nauczyciel chemii, działacz krajoznawczy PTTK, przewodnik turystyczny.

## Wykształcenie, praca zawodowa
Z wykształcenia mgr inż. chemik. Pracował w szkolnictwie, ostatnio w Zespole Szkół Chemicznych w Łodzi, skąd przeszedł na emeryturę.

## Działalność społeczna w organizacjach
Poza pracą zawodową czynnie działał w Związku Nauczycielstwa Polskiego (ZNP). Swoje turystyczne pasje realizował w Polskim Towarzystwie Turystyczno-Krajoznawczym, do którego wstąpił w 1959 w Oddziale Łódzkim. Uprawiał m.in. turystykę górską, w 1965 zdobył Górską Odznakę Turystyczną PTTK w stopniu srebrnym. Czynnie zajmował się ochroną zabytków, od 1969 pełnił funkcję skarbnika Wojewódzkiej Komisji Opieki nad Zabytkami oraz popularyzacją krajoznawstwa od 1983 był członkiem zarządu Wojewódzkiej Komisji Krajoznawczej. W 1978 uzyskał uprawnienia przewodnika miejskiego i terenowego III klasy, a w 1981 II klasy na teren miast Łodzi i Kalisza oraz województw łódzkiego, piotrkowskiego, skierniewickiego, sieradzkiego, kaliskiego i częstochowskiego. W latach 1995–1996 członek zarządu Koła Przewodników w Łodzi.

## Odznaczenia
- Złoty Krzyż Zasługi (1974),
- Złota Honorowa Odznaka PTTK (1990),
- Srebrna Honorowa Odznaka PTTK (1975),
- Złota Odznaka „Za opiekę nad zabytkami”
- Złota Odznaka ZNP (1981).

## Miejsce spoczynku
Zmarł dnia 10 marca 1996 w Łodzi. Pochowany na cmentarzu w Gnieźnie.

## Źródło informacji biograficznej
- Słownik biograficzny łódzkich działaczy krajoznawstwa i turystyki część II, Polskie Towarzystwo Turystyczno-Krajoznawcze Zarząd Oddziału im. J. Czeraszkiewicza w Łodzi, Komisja Historyczna, Łódź 1996